# Христос Аврамидис
Христос Аврамидис (на гръцки: Χρήστος Αβραμίδης) е гръцки военен и политик.

## Биография
Роден е в 1892 година в гъркоманско семейство в тиквешкия град Кавадарци под името Христо Аврамов. Негов роднина е Петър Аврамов (Петрос Аврамидис), участник в Гръцкото въстание в Македония в 1878 г., а чичо му Иван Радналията е андартски капитан, деец на Гръцката въоръжена пропаганда в Македония. Учи във Военната академия и става офицер от Гръцката армия. През 1916 година като капитан в Солун взима участие в Движението на националната отбрана. През 1944 година след споразумението от Казерта и създаването на новото правителство Георгиос Папандреу Павсаниос Кацотас е назначен за комендант на Солун, а генерал-губернатор на Северна Гърция става Георгиос Модис. На 25 октомври Панайотис Спилиотопулос подава оставка като комендант на Атика и е заменен с Кацотас и Аврамидис става комендант на Солун в ситуация на гражданска война.
След Гражданската война (1946-1949) се занимава с политика от партията Съюз на центъра и е избиран неколкократно за депутат от ном Кукуш, където се заселва семейството му след като Кавадарци попада в Сърбия в 1913 година. Напуска Центристкия съюз в 1965 година и участва в правителството на Георгиос Атанасиадис - Новас, като министър на Северна Гърция. След това се оттегля от политиката. Умира в Атина и е погребан на 17 април 1986 година в църквата „Свети Теодор“ в Първо атинско гробище.
Синът му Александрос Аврамидис е също политик..